# Dieter Arend
Dieter Arend (* 14. August 1914; † unbekannt) war ein deutscher Ruderer. Zusammen mit Herbert Adamski und Gerhard Gustmann gewann er als Steuermann bei den Olympischen Sommerspielen 1936 in Berlin die Goldmedaille im Zweier mit Steuermann bei den Ruderwettbewerben.
Nachdem er 1936 auch Deutscher Meister im Zweier geworden war, konnte Arend 1943 und 1944 zwei weitere Meistertitel im Vierer mit Steuermann gewinnen.